# ایستگاه فنلاند
ایستگاه فنلاند (روسی: Станция Санкт-Петербург-Финля́ндский) یک ایستگاه قطار در سن پترزبورگ، روسیه است.
این ایستگاه که در سال ۱۸۷۰ میلادی تاسیس شده راه‌آهن روسیه و راه‌آهن فنلاند متصل است.

## نگارخانه

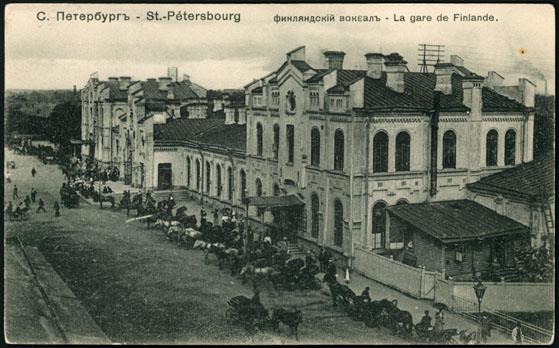
بین ۱۹۰۰ تا ۱۹۱۷
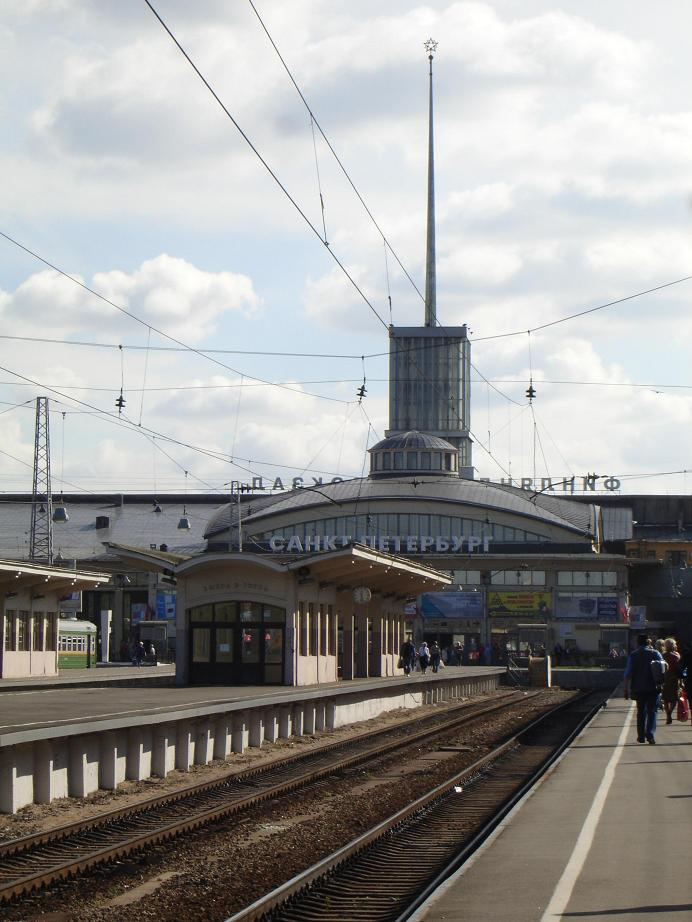
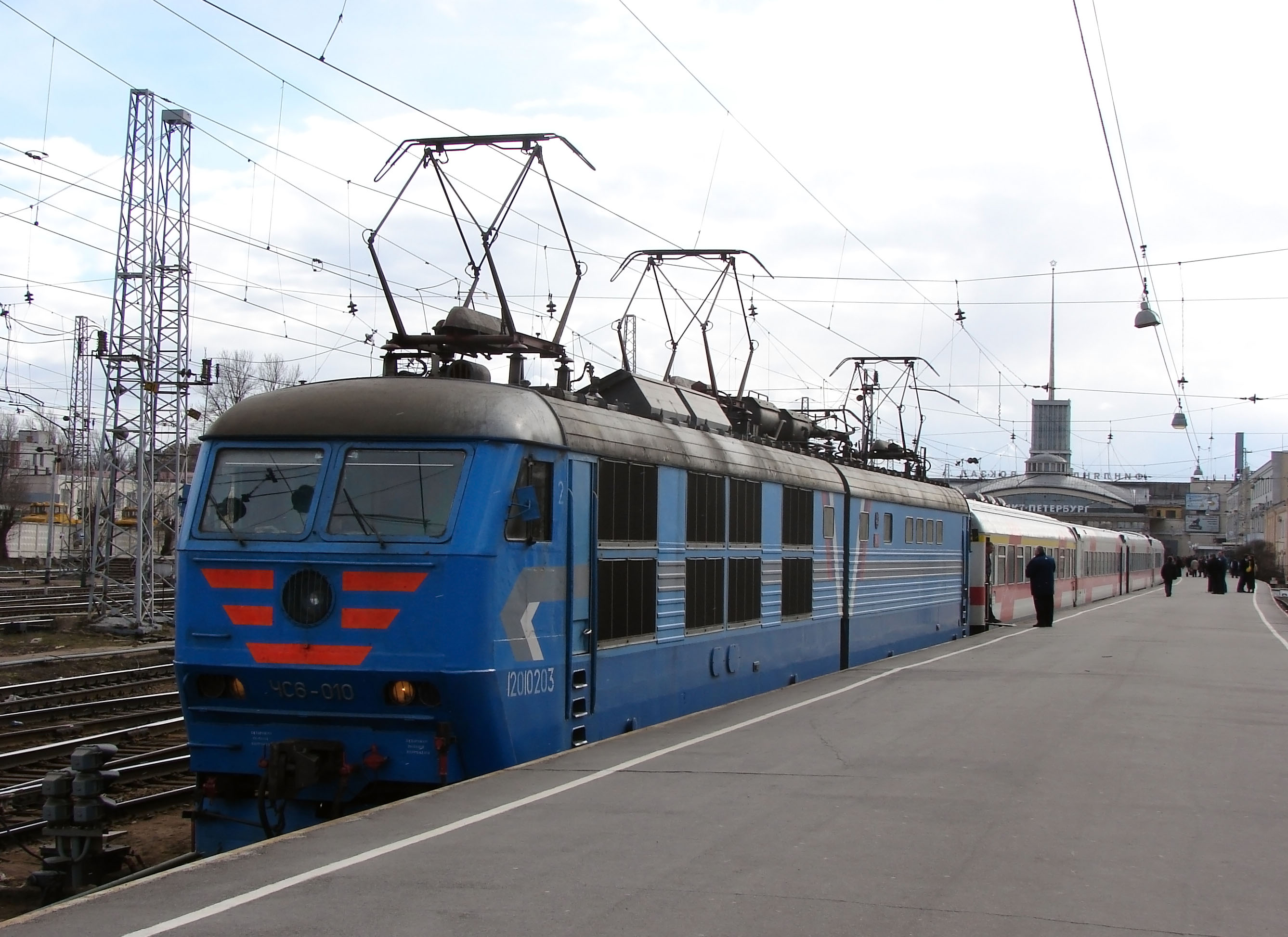
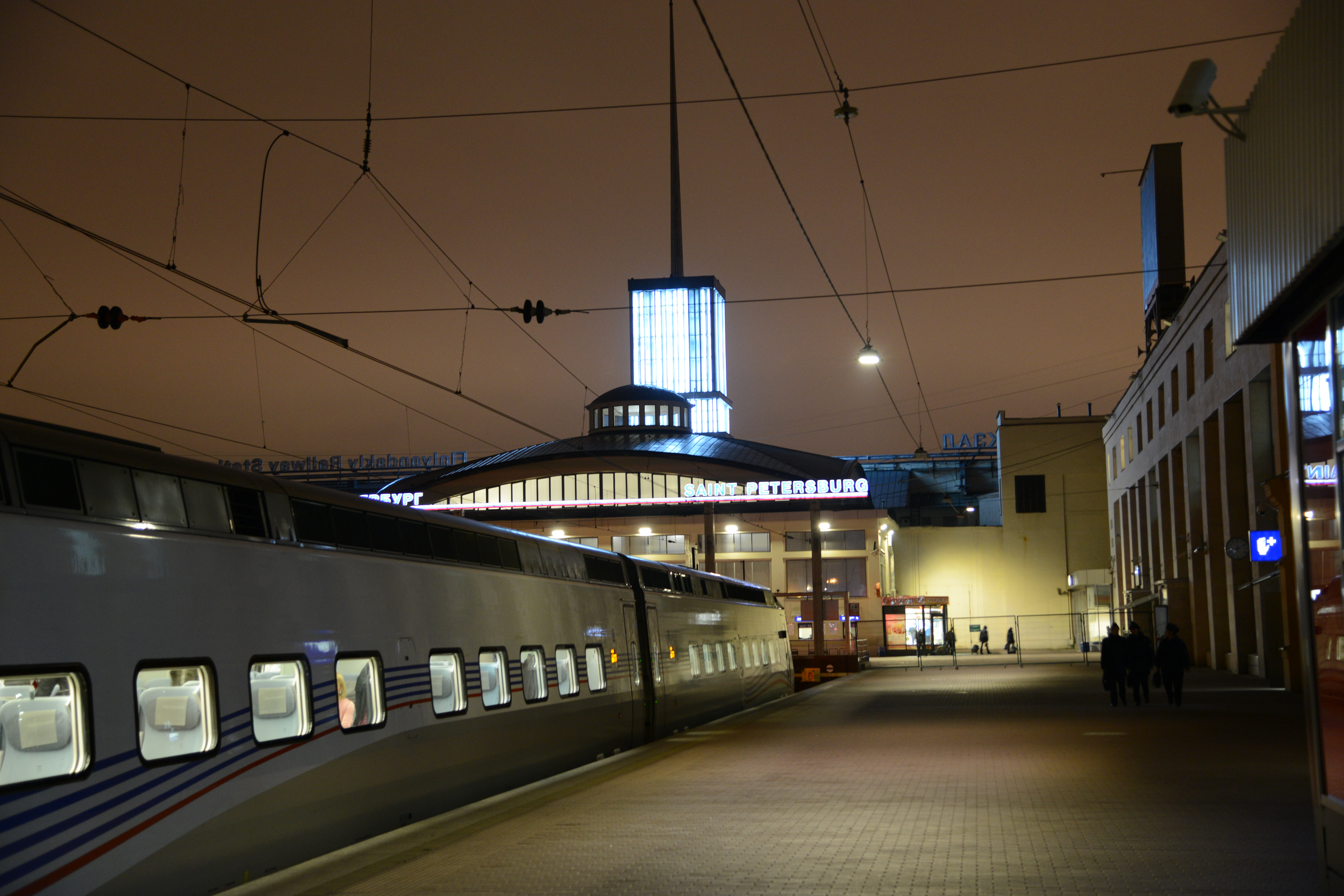